# Naumachia (zespół muzyczny)
Naumachia (dawniej Overture) – polska grupa grająca muzykę z pogranicza black i death metalu. Została utworzona w Wyszkowie w 1999 roku, z inicjatywy Armanda. Na początku działalności przez zespół przewinęło się wielu muzyków, mimo to  Soyak, Koshen i Armand zawsze stanowili trzon zespołu. Pod koniec sierpnia 2000 r. zespół nagrał 3-częściowe demo w Selani Studio, w Olsztynie. 
W październiku 2003 grupa nagrała album Wrathorn. W związku z nagraniem, zespołem zainteresowała się polska wytwórnia Empire Records, z którą w niedługim czasie podpisana została umowa. Zespół pojawił się na scenie Metalmanii 2005 razem z takimi zespołami jak Napalm Death, Arcturus, Cradle of Filth, Amon Amarth, Dark Funeral i Katatonia. Podpisana została również umowa z francuską wytwórnią Adipocere Records. Pod koniec listopada 2005, w Hertz Studio nagrany został album Callous Kagathos, który wydany został przez Empire Records w styczniu 2007. W 2009 roku nakładem Witching Hour Productions ukazał się trzeci album studyjny formacji zatytułowany Black Sun Rising. Materiał znalazł się na 13. miejscu plebiscyty Musicarena.pl w kategorii Najlepszy album.

## Dyskografia
- Wrathorn (2004, Empire Records, Adipocere)
- Callous Kagathos (2007, Empire Records, Metal Mind Productions)
- Black Sun Rising (2009, Witching Hour Productions)
- Machine of Creation (2015, Via Nocturna)[8]